# Río Helmand
El río Helmand (también llamado Helmend, Hirmand o Hilmand; en pastún هلمند, en persa هیرمند, Darya-ye Helmand; y en latín, Erymandrus) es un largo río de Asia Central que discurre por Afganistán (el mayor río del país) e Irán.
El Helmand desemboca en el lago Hamun en la frontera entre Afganistán e Irán.
Tiene una longitud de 1.150 km y drena una amplia cuenca de 192 718 km², mayor que países como Siria, Camboya o Uruguay.

## Geografía
El río Helmand nace en las montañas,Kuh-e Bābā en la vertiente sur del Hindu Kush, a unos 80 km al oeste de Kabul, recorriendo unos 1300 km por Afganistán meridional en dirección sudoeste, hasta desembocar en el lago Hamún, situado en Irán oriental. Es el río más extenso de Afganistán. El Helmand recibe agua de cinco ríos tributarios: el Kajrud, el Arghandab, el Terin, el Argāsān, y el Tarnak.
El río se mantiene relativamente libre de sal en la mayor parte de su recorrido, diferenciándose de la mayoría de los ríos que no desembocan en el mar. El Helmand es usado extensivamente para la irrigación, sin embargo el acumulamiento de sales minerales han contribuido a disminuir su utilidad en la agricultura. Su agua es esencial para los agricultores afganos e iraníes en la provincia de Sistán y Baluchistán.

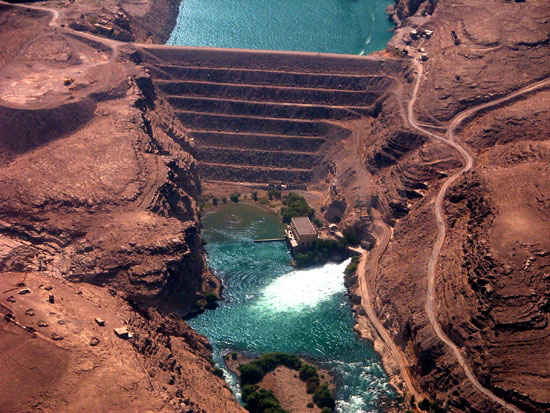
Presa Kajakai sobre el Harmand en la provincia de Helmand, Afganistán.

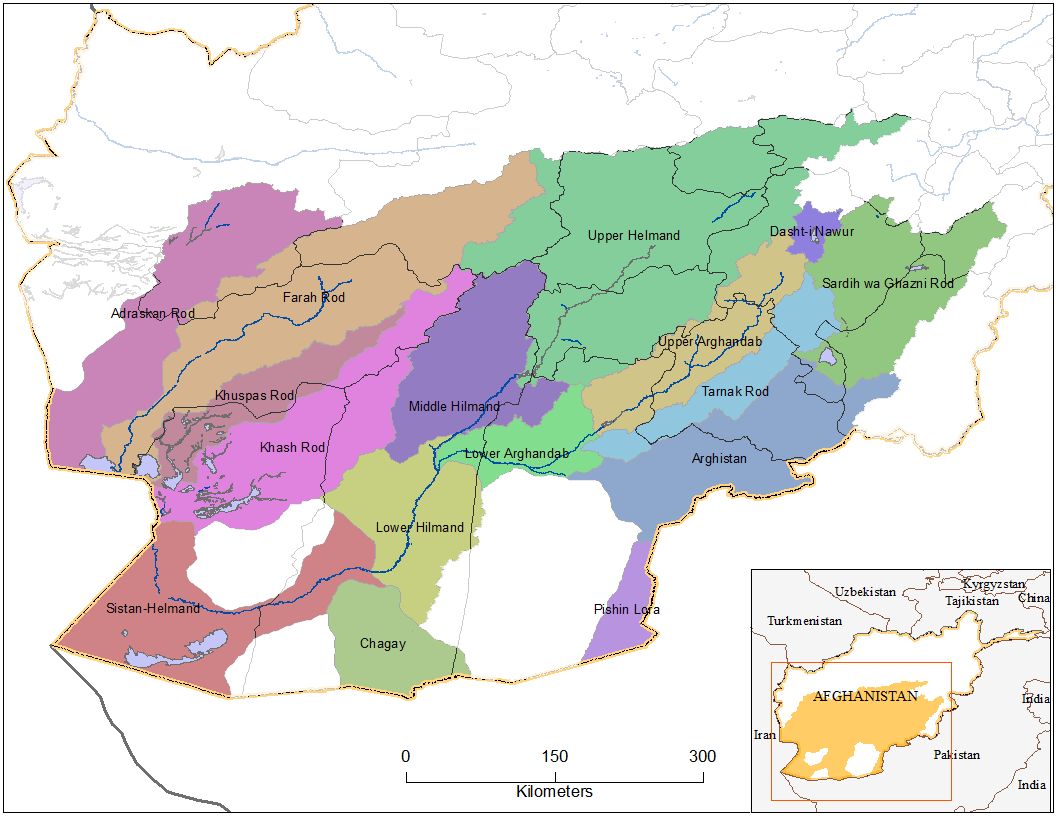
Cuenca del río Helmand.

A lo largo de su recorrido se han creado embalses artificiales, entre las cuales destaca la presa Kajakai en la provincia de Helmand, en Afganistán, con una capacidad de 1,2 km³ de agua. Desde su construcción en 1953, la reducción del caudal de agua del río contribuyó significativamente a la reducción del lago Hamún, afectando a la economía de la provincia de Sistán, y provocando conflictos entre Afganistán e Irán. En 1973, ambos países firmaron un acuerdo en el cual Afganistán se comprometió a entregar un caudal de 26 m³/s de sus presas. Sin embargo, debido a la fuerte sequía, la milicia talibán cerró las compuertas completamente provocando la desaparición del lago Hamún y emigración de los pueblos de Sistán. En octubre de 2002, tras una visita de delegados del nuevo gobierno afgano, Afganistán reabrió las compuertas de sus presas permitiendo el flujo del río hacia Irán.
En el marco del Programa de las Naciones Unidas para el Medio Ambiente, en 2006 se inició un proyecto en común con el Fondo Global para el Medio Ambiente.

## Afluentes principales
De la fuente a la boca, los principales afluentes son los siguientes ríos:
- el río Markhana (orilla derecha), pequeño pero caudaloso, que llega de las montañas del Koh-i-Baba y es el primer curso de agua notable que le aporta sus aguas en Dahane Richqa;
- el río Penjab, que llega también del Koh-i-Baba y también es caudaloso;
- el río Kaj (orilla derecha), que es un importante río que drena un amplio territorio de la vertiente sur del Hindu Kush occidental (unos 10 000 km²);
- el río Terin (orilla izquierda), que llega de la ciudad de Tarin Kot, capital de la provincia de Urūzgān, y se une al Helmand en Deh Rawod;
- el río Musa Qala (orilla derecha), que llega del norte y confluye a la altura de la ciudad de Sangin; drena una cuenca de unos 3 760 km²;
- el río Arghandab (orilla izquierda), que con 400 km de curso es el afluente principal que desagua a la altura de la ciudad de Lashkar Gah y que irriga la importante región de Kandahar. Tiene a su vez cuatro subafluentes notables: Dori (320 km), Arghastan (280 km),  Tarnak (350 km) y Lorah.

## Curiosidades
El río Helmand puede ser identificado como el río Saraswati en los textos védicos.